# Céčka

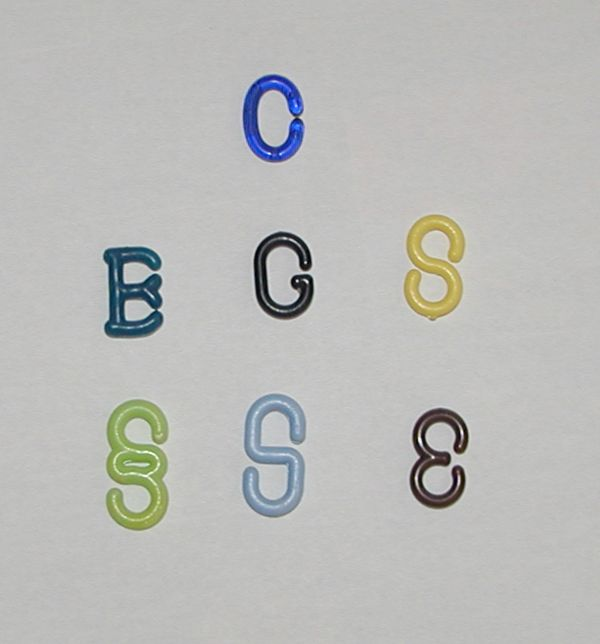
Céčka

Céčka (singular:céčko) eren joguines de plàstic de Txecoslovàquia populars en els anys 1980 i 1990, utilitzats anteriorment com a penjolls d'una porta.
La intenció inicial era usar els Céčka com a sivelles de roba de dona, però va ser un fracàs. El següent intent va ser per utilitzar-los com a peces de penjolls de porta, però això no va tenir tampoc èxit. L'interès real, que va néixer entre els nens de Txecoslovàquia, es va conèixer com a Céčková horečka («febre Céčka»). A partir de 1984, es van convertir els Céčka en materials de considerable valor (per als nens) quasi a l'instant. La forma bàsica és una lletra C.
Les peces de plàstic es poden encadenar, i també es van utilitzar en diversos jocs, per exemple, un de similar a llançar monedes. També va inspirar a Michal David la cançó Céčka, sbírá Céčka. Céčka també s'esmenta dues vegades a la cançó Pochodové cvičení pel cantant i compositor xtec Slávek Janoušek.